# Центробежный регулятор

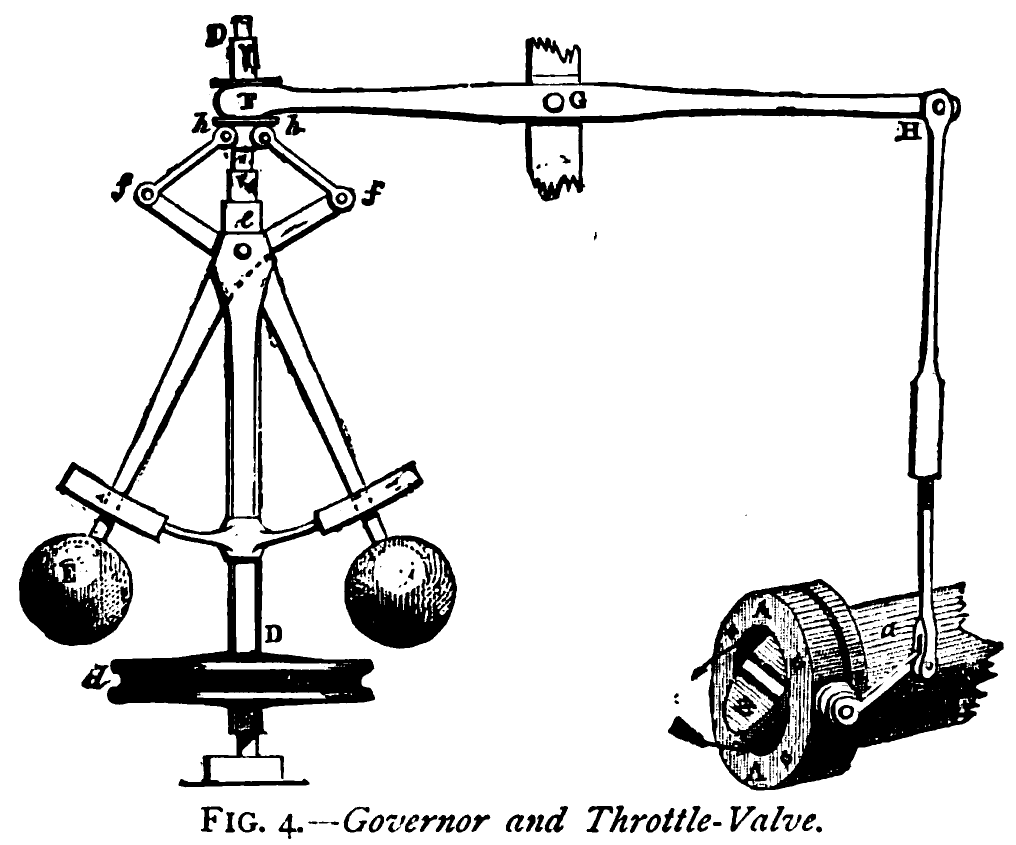
Рисунок центробежного регулятора

Центробежный регулятор — механизм, реализующий отрицательную обратную связь для регулировки скорости вращения в машинах разнообразных принципов действия и назначения.

## Применение

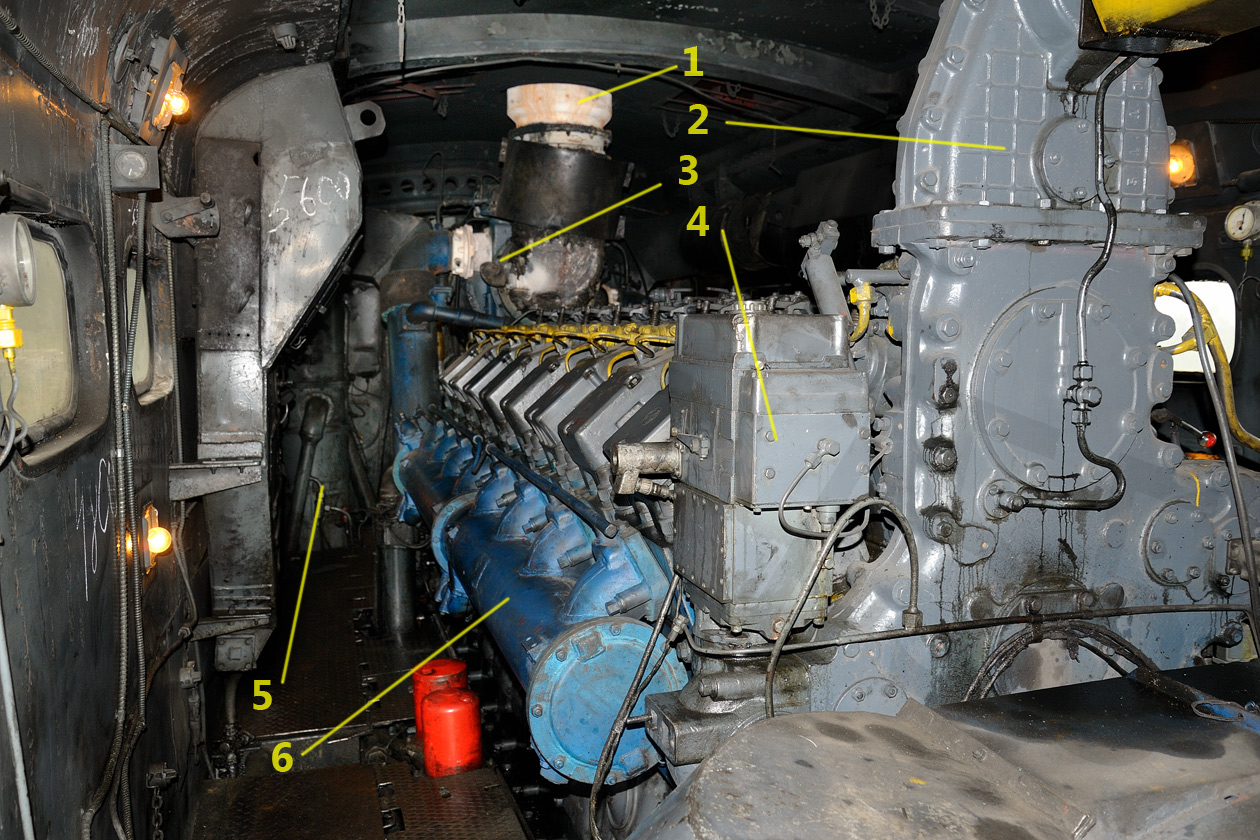
Тепловозный дизель 5Д49, под цифрой 4 — центробежный регулятор

- Различные двигатели, в которых требуется поддержание постоянного числа оборотов в минуту
  - дизельные двигатели, где регулятор управляет цикловой подачей топлива, перемещая рейки ТНВД
  - турбовинтовые самолётные двигатели, установленный на которых регулятор управляет шагом винта, загружая двигатель увеличением шага винта при увеличении подачи топлива (даче газа) и разгружая при сбросе газа
  - вертолётные двигатели, где регулятор управляет подачей топлива, увеличивая подачу при увеличении шага винта, когда из-за роста нагрузки обороты двигателя падают
- иные агрегаты, где требуется стабилизировать обороты, управляя механическим исполнительным устройством (например, привод постоянных оборотов генератора)
- граммофон, телефонный дисковый номеронабиратель.

## Устройство
Центробежный регулятор состоит из:
- вала регулятора со шкивом или зубчатым колесом
- двух грузиков, подвешенных на рычагах
- двух тяг, соединяющих рычаги с муфтой
- скользящей по валу муфты
- коромысла, одним концом закреплённого в выемке муфты, а другим соединённого с тягой исполнительного механизма (например, регулятора подачи топлива).

## Принцип действия
- Вращение вала двигателя передаётся через передачу на вал регулятора.
- Во время вращения вала регулятора под действием центробежной силы грузики отклоняются от оси, причём чем быстрее вращается вал, тем дальше расходятся грузики. При этом рычаги взаимодействуют через тяги с муфтой и перемещают её по оси вала.
- Поступательное движение муфты через коромысло передаётся на тягу, соединённую с механизмом управления подачей топлива таким образом, чтобы при повышении скорости вращения вала подача уменьшалась, а при уменьшении — увеличивалась.
- Для обеспечения устойчивости движения требуется, чтобы муфта ходила с некоторым трением. Чем больше момент инерции двигателя, тем это трение должно быть выше. На мощных двигателях применяется демпфер[1].

## История

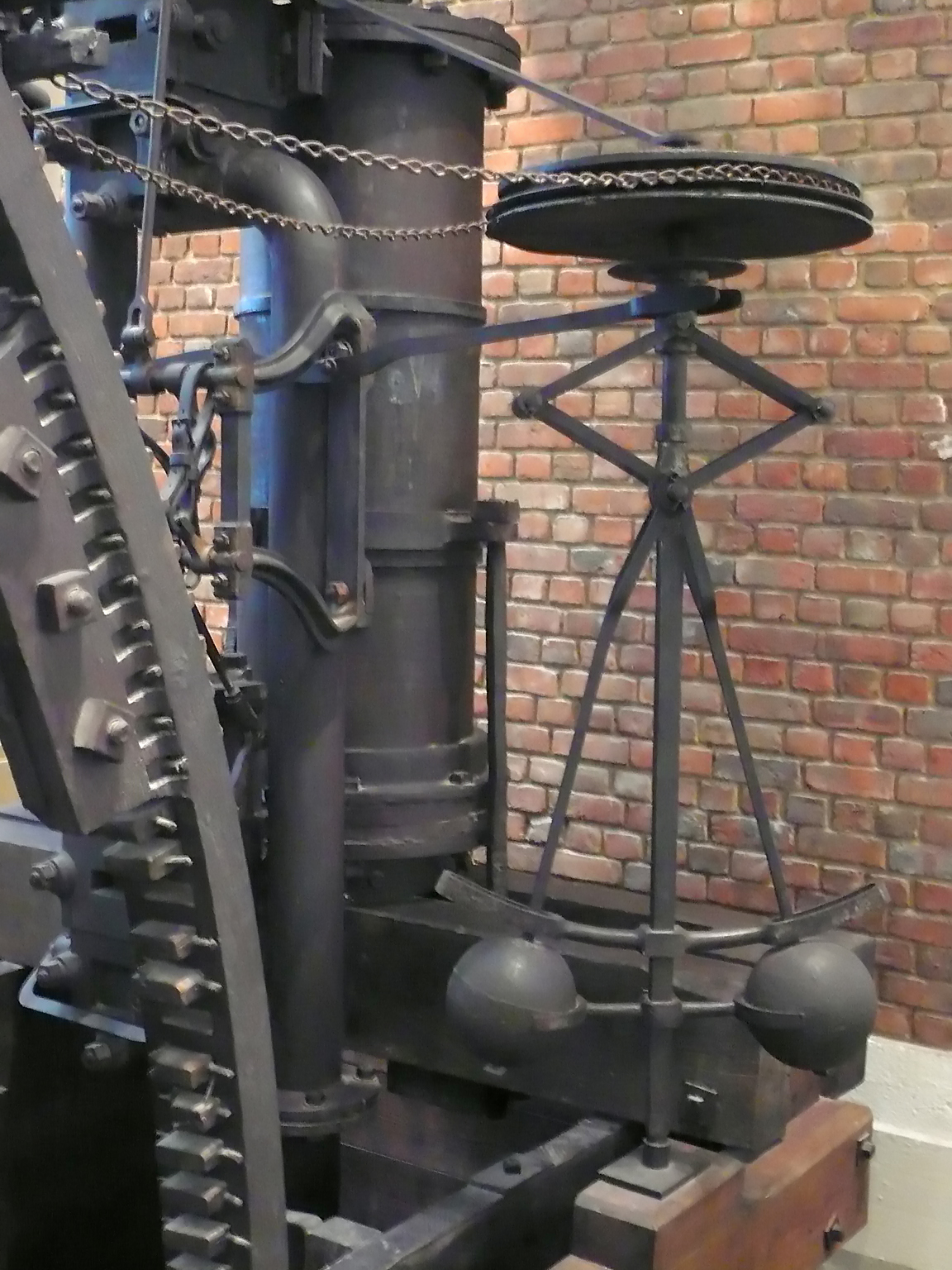
Двигатель Болтона и Уатта 1788

- Начиная с XVII века применяется для управления расстоянием и давлением между жерновами ветряных мельниц
- В 1788 году Джеймс Уатт адаптирует регулятор для паровой машины, впоследствии центробежный регулятор часто именуют «регулятором Уатта»
- В 1868 году выходит статья Дж. К. Максвелла «О регуляторах».
- В 1876 году в работе И. А. Вышнеградского «О регуляторах прямого действия» решается актуальная проблема устойчивости работы системы «паровая машина — регулятор». По сути это становится началом российской школы инженерной автоматики и стимулом к глубоким теоретическим исследованиям в области устойчивости динамических систем, — страна становится ведущей в связанных областях на долгие годы.
- В английском городе Сметик установлен огромный монумент в виде «регулятора Уатта».